# Emblemariopsis bottomei
Emblemariopsis bottomei är en fiskart som beskrevs av Stephens, 1961. Emblemariopsis bottomei ingår i släktet Emblemariopsis och familjen Chaenopsidae. Inga underarter finns listade i Catalogue of Life.